# Ehrendivision 1945/46
Die Ehrendivision 1945/46 war die 32. Spielzeit der höchsten luxemburgischen Fußballliga.
Titelverteidiger Stade Düdelingen gewann den vierten Meistertitel in Folge.
Absteiger gab es keinen. Die nächste Saison wurde mit zwölf Vereine durchgeführt.

## Abschlusstabelle
| Pl. | Verein                    | Sp. | S  | U | N  | Tore    | Quote | Punkte |
| --- | ------------------------- | --- | -- | - | -- | ------- | ----- | ------ |
| 1.  | Stade Düdelingen (M)      | 18  | 15 | 2 | 1  | 062:150 | 4,13  | 32:40  |
| 2.  | US Düdelingen             | 18  | 11 | 2 | 5  | 053:320 | 1,66  | 24:12  |
| 3.  | Progrès Niederkorn (P)    | 18  | 9  | 3 | 6  | 045:410 | 1,10  | 21:15  |
| 4.  | Red Boys Differdingen     | 18  | 10 | 0 | 8  | 036:280 | 1,29  | 20:16  |
| 5.  | Spora Luxemburg           | 18  | 8  | 2 | 8  | 028:410 | 0,68  | 18:18  |
| 6.  | FC Chiers Rodingen        | 18  | 6  | 3 | 9  | 023:320 | 0,72  | 15:21  |
| 7.  | The National Schifflingen | 18  | 6  | 3 | 9  | 035:530 | 0,66  | 15:21  |
| 8.  | Union Luxemburg           | 18  | 5  | 3 | 10 | 034:320 | 1,06  | 13:23  |
| 9.  | CS Fola Esch (N)          | 18  | 5  | 3 | 10 | 026:440 | 0,59  | 13:23  |
| 10. | CS Petingen (N)           | 18  | 3  | 3 | 12 | 026:500 | 0,52  | 09:27  |

| (M) | amtierender Meister               |
| (P) | amtierender Pokalsieger           |
| (N) | Neuaufsteiger aus der 1. Division |

### Kreuztabelle
| 1945/46                   | Stade Düdelingen | US Düdelingen | Progrès Niederkorn | Red Boys Differdingen | Spora Luxemburg | CRO | TNS | Union Luxemburg | Fola Esch | CS Petingen |
| ------------------------- | ---------------- | ------------- | ------------------ | --------------------- | --------------- | --- | --- | --------------- | --------- | ----------- |
| Stade Düdelingen          |                  | 5:1           | 5:2                | 2:1                   | 5:1             | 3:0 | 4:1 | 1:0             | 7:0       | 3:1         |
| US Düdelingen             | 0:4              |               | 7:3                | 3:0                   | 7:0             | 2:1 | 8:0 | 1:4             | 3:2       | 1:1         |
| Progrès Niederkorn        | 1:5              | 0:4           |                    | 3:0                   | 3:1             | 4:0 | 6:4 | 2:1             | 2:2       | 1:1         |
| Red Boys Differdingen     | 0:1              | 1:3           | 3:1                |                       | 4:1             | 1:2 | 4:0 | 3:0             | 0:2       | 3:2         |
| Spora Luxemburg           | 0:0              | 4:2           | 3:1                | 3:0                   |                 | 1:2 | 2:1 | 1:5             | 2:2       | 2:1         |
| FC Chiers Rodingen        | 1:2              | 1:4           | 0:1                | 0:4                   | 1:1             |     | 3:0 | 1:1             | 3:0       | 3:1         |
| The National Schifflingen | 1:5              | 2:2           | 2:2                | 2:5                   | 3:0             | 0:2 |     | 4:1             | 3:1       | 3:2         |
| Union Luxemburg           | 2:2              | 1:2           | 0:1                | 2:3                   | 4:2             | 4:1 | 2:3 |                 | 1:2       | 5:1         |
| CS Fola Esch              | 1:7              | 2:0           | 2:2                | 1:3                   | 0:2             | 1:0 | 1:3 | 1:1             |           | 4:1         |
| CS Petingen               | 2:1              | 1:3           | 1:3                | 0:1                   | 1:2             | 2:2 | 3:3 | 1:0             | 4:3       |             |